# Mandria (dystrykt Pafos)
Mandria (gr. Μανδριά) – wieś w Republice Cypryjskiej, w dystrykcie Pafos. W 2011 roku liczyła 893 mieszkańców.